# Persone di cognome Camara
| Questa pagina contiene informazioni ricavate automaticamente dalle voci biografiche con l'ausilio del template Bio e di un bot. L'aggiornamento è periodico e automatico e ricostruisce completamente la pagina. Se manca una persona in questa lista, sei pregato di non aggiungerla, ma accertati piuttosto che la sua voce biografica contenga il template Bio e che i dati anagrafici siano correttamente compilati. Se il template Bio manca, inseriscilo tu stesso o, in alternativa, metti l'avviso {{tmp\|Bio}} che ne segnala la mancanza. Se i dati riportati sono sbagliati, correggi direttamente la voce biografica; le modifiche saranno visibili in questa lista entro pochi giorni. Per chiarimenti vedi il progetto antroponimi. La lista contiene solo le 68 persone che sono citate nell'enciclopedia e per le quali è stato implementato correttamente il template Bio. Pagina aggiornata al 7 ago 2025. |

Questa è una lista di persone presenti nell'enciclopedia che hanno il cognome Camara, suddivise per attività principale.

## Allenatori di calcio(2)
- Titi Camara, allenatore di calcio e ex calciatore guineano (Conakry, n. 1972)
- Zoumana Camara, allenatore di calcio e ex calciatore francese (Colombes, n. 1979)

## Calciatori(50)
- Abdoul Camara, ex calciatore guineano (Mamou, n. 1990)
- Kader Camara, ex calciatore guineano (Conakry, n. 1982)
- Abdoulaye Camara, ex calciatore maliano (Bamako, n. 1980)
- Demba Camara, calciatore guineano (Conakry, n. 1994)
- Buba Camara, calciatore guineano (Conakry, n. 1993)
- Aboubacar M'Baye Camara, calciatore guineano (Conakry, n. 1985)
- Aguibou Camara, calciatore guineano (Matam, n. 2001)
- Alsény Camara, ex calciatore guineano (Conakry, n. 1986)
- Amady Camara, calciatore maliano (Bamako, n. 2006)
- Daouda Camara, calciatore guineano (Conakry, n. 1997)
- Drissa Camara, calciatore ivoriano (Abobo, n. 2002)
- Etienne Camara, calciatore francese (Noisy-le-Grand, n. 2003)
- Fodé Camara, calciatore guineano (n. 1988)
- Fodé Camara, calciatore guineano (Conakry, n. 1998)
- Hassoun Camara, ex calciatore francese (Noisy-le-Sec, n. 1984)
- Henri Camara, ex calciatore senegalese (Dakar, n. 1977)
- Henry Camara, calciatore guineano (Bonneuil-sur-Marne, n. 2006)
- Ibrahima Camara, ex calciatore sierraleonese (Freetown, n. 1985)
- Ibrahima Camara, ex calciatore guineano (Conakry, n. 1992)
- Ilay Camara, calciatore senegalese (Bonheiden, n. 2003)
- Issiaga Camara, calciatore guineano (Conakry, n. 2005)
- Khassa Camara, calciatore francese (Châtenay-Malabry, n. 1992)
- Kémoko Camara, ex calciatore guineano (Conakry, n. 1975)
- Lamine Camara, calciatore senegalese (Diouloulou, n. 2004)
- Lanifa Camara, ex calciatore guineano (Conakry, n. 1986)
- Mahdi Camara, calciatore francese (Martigues, n. 1998)
- Mamadou Lamine Camara, calciatore senegalese (Dakar, n. 2003)
- Mamadou Camara, calciatore maliano (Aubervilliers, n. 2001)
- Mangué Camara, ex calciatore guineano (Macenta, n. 1982)
- Mohamed Ali Camara, calciatore guineano (Kérouané, n. 1997)
- Mady Camara, calciatore guineano (Conakry, n. 1997)
- Mohamed Camara, calciatore maliano (Bamako, n. 2000)
- Chérif Camara, calciatore guineano (n. 2002)
- Mohammed Camara, ex calciatore guineano (Conakry, n. 1975)
- Morlaye Camara, calciatore guineano (Kindia, n. 1933 - Conakry, † 2018)
- Moussa Camara, calciatore guineano (Siguiri, n. 1998)
- Oumar Camara, calciatore francese (Montivilliers, n. 1992)
- Ousmane N'Gom Camara, ex calciatore guineano (Conakry, n. 1975)
- Ousmane Camara, calciatore guineano (Conakry, n. 1998)
- Ousmane Camara, calciatore francese (Parigi, n. 2003)
- Ousmane Camara, calciatore guineano (Guinea, n. 2001)
- Ousmane Camara, calciatore guineano (Conakry, n. 2001)
- Ousmane Camara, calciatore burkinabé (Sabalibougou, n. 2006)
- Pape Abdou Camara, calciatore senegalese (Pout, n. 1991)
- Sahmkou Camara, calciatore guineano (Parigi, n. 2003)
- Samba Camara, calciatore maliano (Le Havre, n. 1992)
- Sekou Camara, calciatore guineano (Conakry, n. 1997)
- Sekouba Camara, ex calciatore guineano (n. 1983)
- Souleymane Camara, ex calciatore senegalese (Dakar, n. 1982)
- Sékou Amadou Camara, calciatore guineano (Kamsar, n. 1997)

## Cestisti(5)
- Babacar Camara, ex cestista senegalese (Dakar, n. 1981)
- Doudou Camara, cestista senegalese (Dakar, n. 1947 - Dakar, † 2024)
- Gora Camara, cestista senegalese (Dakar, n. 2001)
- Ousmane Camara, cestista francese (Mont-Saint-Aignan, n. 1989)
- Toumani Camara, cestista belga (Bruxelles, n. 2000)

## Critici d'arte(1)
- Ery Camara, critico d'arte senegalese (Dakar, n. 1953)

## Lottatori(1)
- Mohamed Saliou Camara, lottatore guineano (n. 1993)

## Militari(1)
- Moussa Dadis Camara, militare guineano (Koule, n. 1964)

## Politiche(1)
- Loffo Camara, politica guineana (Kindia, n. 1925 - Conakry, † 1971)

## Politici(2)
- Eugène Camara, politico guineano (Nzérékoré, n. 1942 - Il Cairo, † 2019)
- Maxime Camara, politico e calciatore guineano (Kissidougou, n. 1945 - Rabat, † 2016)

## Registi(1)
- Cheick Fantamady Camara, regista e attore guineano (Conakry, n. 1960 - Parigi, † 2017)

## Rugbisti a 15(2)
- Djibril Camara, rugbista a 15 francese (Juvisy-sur-Orge, n. 1989)
- Yacouba Camara, rugbista a 15 francese (Aubervilliers, n. 1994)

## Triplisti(1)
- Pierre Camara, ex triplista francese (n. 1965)

## Velocisti(1)
- Ebrima Camara, velocista gambiano (Bundung, n. 1996)